# 小叶当年枯
小叶当年枯（学名：Arctous microphyllus）为杜鹃花科北极果属下的一个种。